# Facciamo paradiso
Facciamo paradiso és una pel·lícula italiana de Comèdia dramàtica del 1995 dirigida per Mario Monicelli. Està basada lliurement en el conte Vite di uomini non illustri de Giuseppe Pontiggia.

## Argument
La pel·lícula explica la història de Claudia Bertelli, una jove italiana nascuda després de la Segona Guerra Mundial, que pren part en les protestes del maig del 68, juntament amb els comunistes, i després mare plena de contradiccions i dubtes al llarg dels anys del modernisme. Mor el 2011, en una època plena de crisi.

## Repartiment
- Margherita Buy: Claudia Bertelli
- Lello Arena: Calabrone
- Philippe Noiret: Padre di Claudia
- Aurore Clément: Madre di Claudia
- Dario Cassini: Lucio
- Barbara Marciano: Anita
- Gianfelice Imparato: Bellocchio
- Moni Ovadia: Adamo
- Marilù Prati: Teresa
- Mattia Sbragia: Detectiu